# Juri Eduardowitsch Dumtschew
Juri Eduardowitsch Dumtschew (russisch Юрий Эдуардович Думчев, engl. Transkription Yuriy Dumchev; * 5. August 1958 in Rossosch, Russische SFSR, Sowjetunion; † 10. Februar 2016 in Adler, Russland) war ein sowjetischer Diskuswerfer und sowjetischer und russischer Schauspieler.
Bei den Olympischen Spielen 1980 in Moskau wurde Dumtschew Fünfter im Diskuswurf. Am 29. Mai 1983 verbesserte er in Moskau den Weltrekord um 70 cm auf 71,86 m. Mit dieser Weite belegt Dumtschew Platz 5 in der ewigen Weltrangliste (Stand Mai 2024).
Bei den Weltmeisterschaften 1983 in Helsinki schied er in der Qualifikation aus. Im Jahr darauf siegte er bei den Wettkämpfen der Freundschaft, die als Gegenveranstaltung zu den Olympischen Spielen in Los Angeles abgehalten wurden. 1988 wurde er Vierter bei den Olympischen Spielen in Seoul.
1980, 1981 und 1988 wurde er sowjetischer Meister.
Juri Dumtschew war 2,00 m groß und wog 125 kg. Nachdem er schon 1979 eine kleine Rolle in einem Film gehabt hatte, trat er seit Mitte der 1980er Jahre regelmäßig als Filmschauspieler in Erscheinung.